# Oliver Gies (Volleyballspieler)
Oliver Gies (* 28. Juni 1985) ist ein deutscher Volleyballspieler und -trainer.
Oliver Gies begann 1990 mit dem Volleyball beim Duisburger Vorortverein Rumelner TV. Später spielte er auch im Volleyball-Internat Frankfurt und in der Junioren-Nationalmannschaft. Mit dem Rumelner TV wurde er 2002 und 2005 Deutscher A-Jugendmeister. Von 2004 bis 2006 spielte der Außenangreifer beim Bundesligisten Moerser SC, mit dem er 2005 Bundesliga-Dritter wurde und 2006 das deutsche Pokalfinale erreichte. Anschließend spielte Gies bei den Ligakonkurrenten TV Rottenburg
, SG Eltmann und Wuppertal Titans. 2010 kehrte er zurück nach Rumeln zu seinem Heimatverein, mit dem ihm 2011 der Aufstieg in die 2. Bundesliga gelang. Nach dem Rückzug der Rumelner 2014 wechselte Gies als Spieler und Co-Trainer zum Zweitligisten TSG Solingen Volleys. Mit dem Verein gelang ihm 2016 der Aufstieg in die Bundesliga. Von Dezember 2016 bis März 2018 war Gies Spielertrainer in Solingen.